# Жена (фильм, 2017)
«Жена» (англ. The Wife) — драматический фильм 2017 года режиссёра Бьёрна Рунге. Сценарий написан Джейн Андерсон на основе одноимённого романа Мег Волитцер. Фильм совместного производства Швеции, Великобритании и США. Главные роли исполнили Гленн Клоуз и Джонатан Прайс.
Премьера состоялась 12 сентября 2017 года на Кинофестивале в Торонто. В США фильм вышел 17 августа 2018 года.

## Сюжет
В 1958 году юная Джоан Арчер, студентка колледжа Смита, знакомится с профессором Джозефом Каслманом, и у них завязываются отношения. Она также встречает писательницу, чьи циничные взгляды на карьерные перспективы женщин-авторов оказывают влияние на Джоан. 
Два года спустя Джозефа увольняют из-за отношений с Джоан, он разводится, а его первая попытка написать роман терпит неудачу. Когда Джоан критикует работу Джозефа, он говорит, что их отношения не смогут продолжаться, если она не уважает его труд. Джоан соглашается отредактировать роман, и после публикации под именем Джозефа он становится бестселлером.
В 1968 году пара поженилась и живёт в большом доме на берегу моря в Коннектикуте. Джоан усердно работает над романом, который будет опубликован под именем её мужа. Джозеф поддерживает супругу, занимаясь хозяйством по дому и ухаживая за их первенцем Дэвидом. Позже у пары рождается дочь Сюзанна.
В 1992 году Джозеф получает Нобелевскую премию по литературе, что не доставляет радости Джоан. Дэвид также мечтает стать писателем и хочет получить совет у отца, не зная, что Джоан написала все его романы. Они отправляются в Стокгольм для получения награды. 
Биограф Натаниэл Боун пытается узнать детали жизни Джозефа и Джоан для написания книги о них. Натаниэл встречается с Джоан и говорит, что знает о том, что она написала значительную часть или даже все романы Джозефа. Джоан отвергает его предположения, но это не убеждает Натаниэла. В то же время Джозеф пытается соблазнить молодую девушку, которой поручили провести фотосессию перед награждением. Джозеф выражает недовольство тем, что Джоан не сопровождала его в подготовке к церемонии награждения, в ответ она обвиняет его в попытке изменить ей. Спор супругов заканчивается, когда они узнают, что Сюзанна родила ребёнка.
Перед церемонией награждения Дэвид после разговора с Натаниэлом пытается выяснить у родителей, действительно ли Джоан писала романы вместо отца, но они это отрицают. Во время церемонии недовольство Джоан растёт, и она покидает мероприятие. Джозеф следует за ней и просит её забрать награду себе, но она отказывается. В отеле Джоан сообщает Джозефу, что собирается подать на развод. Они спорят, после чего у Джозефа происходит сердечный приступ. Находясь на грани смерти, Джозеф спрашивает жену, любит ли она его, на что Джоан отвечает «да». Он говорит, что у неё хорошо получается врать, и умирает несколько мгновений спустя.
В самолёте, на обратном пути домой, Натаниэл выражает Джоан свои соболезнования. Джоан предупреждает Натаниэла, что если он напишет что-либо подрывающее репутацию Джозефа как писателя, то она подаст на него в суд. После этого Джоан говорит Дэвиду, что расскажет ему и Сюзанне всю правду по возвращении домой.

## В ролях
- Гленн Клоуз — Джоан Каслман
- Энни Старк — молодая Джоан Каслман
- Джонатан Прайс — Джозеф Каслман
- Гарри Ллойд — молодой Джозеф Каслман
- Кристиан Слейтер — Натаниэл Боун
- Макс Айронс — Дэвид Каслман
- Аликс Вилтон Риган — Сюзанна Каслман
- Элизабет Макговерн — Элейн Мозелл
- Юхан Видерберг — Вальтер Барк
- Карин Франц Кёрлоф — Линнеа

## Критика
Фильм получил в основном положительные оценки кинокритиков. На сайте Rotten Tomatoes фильм имеет рейтинг 86 % на основе 233 рецензий критиков со средней оценкой 7,1 из 10. На сайте Metacritic фильм получил оценку 77 из 100 на основе 36 рецензий, что соответствует статусу «в основном положительные отзывы».

## Награды и номинации
- 2018 — участие в кинофестивале Hollywood Film Awards, премия «Актриса года» (Гленн Клоуз).
- 2019 — премия Icon Award (Гленн Клоуз) на кинофестивале в Палм-Спрингс.
- 2019 — номинация на премию «Оскар» за лучшую женскую роль (Гленн Клоуз).
- 2019 — номинация на премию BAFTA за лучшую женскую роль (Гленн Клоуз).
- 2019 — премия Гильдии киноактёров США за лучшую женскую роль (Гленн Клоуз).
- 2019 — премия «Золотой глобус» за лучшую женскую роль в драматическом фильме (Гленн Клоуз).
- 2019 — премия «Спутник» за лучшую женскую роль в драматическом фильме (Гленн Клоуз).
- 2019 — премия «Выбор критиков» за лучшую женскую роль (Гленн Клоуз).
- 2019 — премия «Независимый дух» за лучшую женскую роль (Гленн Клоуз).
- 2019 — номинация на премию AACTA за лучшую женскую роль (Гленн Клоуз).
- 2019 — номинация на премию Лондонского кружка кинокритиков в категории «Лучшая актриса года» (Гленн Клоуз).